# La encrucijada del destino
La Encrucijada del Destino es el cuadragésimo episodio de la serie animada de televisión Avatar: la leyenda de Aang y el vigésimo capítulo de la segunda temporada.

## Sinopsis
Después de irse del templo y dejar al Gurú, Aang decide buscar a Sokka para que lo ayude a encontrar a Katara que se encuentra en manos de Azula. Sokka decide dejar a su padre e irse con Aang. Mientras tanto Toph logra familiarizarse con el metal del que está hecha la jaula en la que está encerrada, de tal manera que logra liberarse de sus captores y dejarlos encerrados para dirigirse a Ba Sing Se. De ese modo se encuentra con Aang y Sokka y se dirigen a ver al rey de la tierra, quien les dice que Katara está bien, que está con las guerreras Kyoshi. Debido a la respuesta del Rey, Aang, Sokka y Toph se dirigen a la casa que ellos habitaban; después de darse cuenta de que ahí no se encuentra nadie, llega Iroh a pedirles ayuda debido a que la invitación a servir té por parte del Rey era una trampa y Zuko por desafiar a Azula fue capturado por los maestros tierra que conspiran contra el Rey. Aang accede a ayudar a Iroh para salvar a Katara y a Zuko.
Aang junto con Sokka, Toph e Iroh llegan al palacio. Toph descubre que Katara y Zuko están debajo de la tierra, entonces abre un hueco y deciden separarse: Iroh y Aang van tras Katara y Zuko, mientras que Toph y Sokka van a salvar al Rey de la tierra pero después de enfrentarse a las amigas de Azula, Mai y Tylee, se rinden ya que Azula amenaza con matar al Rey.
Aang e Iroh van cada vez más abajo hasta que encuentran las cuevas de cristal, donde se encuentran Zuko y Katara, quienes han estado conversando y Katara cree que Zuko ha cambiado y decide curar la cicatriz con el agua sagrada del Polo Norte, pero en ese momento llegan Aang e Iroh y a Katara no le da tiempo de curar la quemadura de Zuko y se va con Aang. Después de que Aang y Katara se van a buscar a sus amigos llega Azula y encierra a Iroh en una cárcel de cristal con el fin de proponerle a Zuko que pelee a su lado en la conquista de Ba Sing Se y gane el respeto de su padre lo cual Zuko acepta, se va y los deja solos para irse detrás del Avatar.
Aang, Katara y Azula comienzan a pelear, Aang y Katara logran acorralar a Azula pero en eso una bola de fuego golpea el suelo y reaparece Zuko, comienzan a batallar, en la pelea Zuko se ve superior a Katara y Aang es difícilmente vencido por Azula, entonces cambian de pareja de pelea, ahora es Azula contra Katara y Aang contra Zuko, Katara se ve superior a Azula y casi logra inmovilizarla pero entonces aparece Zuko que logra poner fuera de combate a Aang por un momento y mientras tanto Toph le da un golpe a la puerta de metal y el Rey de la Tierra escapan, tras una ardua batalla Katara es la mejor pero cae vencida por Zuko y a Aang lo acorralan los maestros tierra Dai Li; al ver Aang que han cercado tanto a Katara como a él, se dio cuenta de que eran demasiados adversarios como para poder ser vencidos, así que recurrió a la última opción disponible: decide olvidar el amor que siente por Katara, poder llegar al estado Avatar y salvarla. Cuando empezó a abrir el chakra pero Azula le disparó un rayo que lo atravesó, lo que tuvo en consecuencia que el chakra se cerrara. Antes de que pudiera hacer algo, a la vez que su cuerpo se desanimaba, comenzó a caer. Al ver esto, los ojos de Katara se llenaron de lágrimas y lo primero que hizo fue generar una ola que barrió con todos y antes de que cayera al suelo, logró atrapar entre sus brazos el cuerpo de Aang. 
Cuando Azula y Zuko se acercan para dar el último golpe, aparece Iroh, quien distrae a Zuko y Azula para que Katara escape con Aang, aunque eso le cuesta su propia libertad, mientras que los maestros tierra rápidamente encierran a Iroh. Zuko está confundido, se pregunta si lo que ha hecho está bien o está mal. Una vez en Appa Katara usa el agua sagrada y cura la herida de Aang causada por Azula, Aang despierta, le lanza una débil sonrisa y se desmaya de nuevo. Azula y Zuko están en el palacio, Azula dice lo logramos Zuko, por fin la nación del fuego conquistó ba-sing-se. Zuko dice que traicionó a Iroh, pero Azula le responde que Iroh lo traicionó a él, que cuando Zuko llegue a casa su padre lo querrá. Zuko empieza a dudar de nuevo. El grupo se va de la próximamente invadida Ba-sing-se, el rey tierra dice: El reino tierra, ha caído.
- Datos: Q9019242